# 枢機卿 (映画)
『枢機卿』（すうききょう、原題: The Cardinal）は、1963年のアメリカ合衆国のドラマ映画。監督はオットー・プレミンジャー、出演はトム・トライオンとロミー・シュナイダーなど。あるアメリカ人カトリック神父の挫折と成長を描いたヘンリー・モートン・ロビンソンによる1950年の同名小説を原作としている。

## 解説
主人公のモデルは、カトリック教会のニューヨーク大司教であり、教皇ピウス12世の枢機卿だったフランシス・スペルマンである。
またこの映画に対するバチカン側の渉外担当責任者は、後の教皇ベネディクト16世（在位2005年 - 2013年）、ヨーゼフ・ラッツィンガーである。
内容は、法王庁の姿勢・行動に対する当時の大きな3つの疑問（恣意的人事、米国南部黒人差別への姿勢、ナチに対する姿勢）に対する法王庁側からみた回答にもなっている。

## ストーリー
第二次世界大戦前夜、スティーブ・ファーモイルは枢機卿として祖国アメリカに赴くに際し、これまでの様々な経験を思い出していた。
1917年、ファーモイルは故郷ボストンの聖ジョン教会にモナハン司教の助手（助任司祭）として赴任して来た。モナハン司教は寄付集めの得意な「やり手」の現実主義者。理想主義者のファーモイルとは意見が食い違うこともあった。
ある日、グレノン枢機卿に呼び出されたファーモイルは、貧しい教区ストーンベリーの聖ピーター教会で、ハーリー神父の助手になるよう命じられる。それは自信家で野心家のファーモイルに、虚栄心も名誉欲もない人格者であるハーリー神父から謙虚さを学ばせるためであった。
聖ピーター教会は想像以上に貧しく、しかもハーリー神父は重い病を患っていた。ファーモイルは教区の敬虔な信者であるモントンの娘ララージと共にハーリー神父を献身的に看病する。
一方、ファーモイルの妹モナは、異教徒であるユダヤ人の恋人ベニーとの仲を家族に裂かれたことから、家を出て自堕落な生活を送っていた。モナの行方を探していたファーモイルは、モナが未婚のまま妊娠し、しかも母子ともに危険な状態にあることを知る。モナの命を救うためには堕胎しなければならないが、聖職者として教義を破ることの出来ないファーモイルは堕胎を拒否し、結果的にモナを死なせてしまう。
ハーリー神父への献身的な看病が評価され、グレノン枢機卿の秘書になったファーモイル。しかし、モナを救えなかった自分の無力さを痛感し、聖職を離れようと決意する。グレノン枢機卿は落胆するが、特別に休職扱いとし、その間にじっくりと考えるように勧める。（前半終了）
1924年のウィーン。ファーモイルは英語教師として働いていた。そこで出会った教え子のアンネマリーに想いを寄せられ、ファーモイルもその想いに応えようとするが、聖職者としての自分を捨て切れないファーモイルはアンネマリーのもとを去り、聖職に戻っていく。
1934年のバチカン。ジョージア州ラマーの黒人神父ギリスが法王庁に訴えてきた米国南部の黒人差別問題に対し、法王庁が積極的な対応を取らないことに不満を感じたファーモイルは自らラマーに赴く。現地の人種差別主義者らに拉致され、激しい暴行を受けながらも、毅然と立ち向かったファーモイルは一定の解決を見る。この後、ファーモイルは司教に任じられる。
1938年、ヒトラーの台頭に対し、オーストリアのイニツァー枢機卿がヒトラーを支持する発言をする。これを問題視した法王庁はファーモイルをウィーンに派遣する。そこでファーモイルはハートマン夫人となったアンネマリーと再会する。
アンネマリーの夫であるハートマンはユダヤ人で、そのことをナチスに知られ自殺する。アンネマリーもゲシュタポに捕らわれる。ファーモイルは牢獄のアンネマリーを訪ねるが、彼女を救う手段がなく空しくローマに引き返す。ローマに戻ったファーモイルは、枢機卿に任命される。

## キャスト
主人公
- トム・トライオン（英語版）：スティーブ・ファーモイル

ボストン
- キャロル・リンレイ：モナ（主人公の妹）/ レジーナ（モナの娘）※一人二役
- ドロシー・ギッシュ：セリア（主人公の母）
- マギー・マクナマラ：フローリー（主人公の妹）
- ビル・ヘイズ（英語版）：フランク（主人公の弟）
- キャメロン・プラドム：ディン（主人公の父）
- セシル・ケラウェイ：モナハン司教（聖ジョン教会主任司祭）
- ロアリング・スミス（英語版）：コーネリアス・J・ディーガン（聖ジョン教会のスポンサー）
- ジョン・サクソン：ベニー・ランペル（モナのユダヤ人の恋人）
- ジョン・ヒューストン：グレノン枢機卿（ボストン大司教）

ストーンベリー
- バージェス・メレディス：ハーリー神父（教区神父）
- パット・ヘニング：エルキュール・モントン（教区の敬虔な信者）
- ジル・ハワース（英語版）：ララージ・モントン（エルキュールの娘）

バチカン
- ラフ・ヴァローネ：クワレンギ枢機卿（主人公の師）
- テュリオ・カルミナティ：ジャコービ枢機卿
- オジー・デイヴィス：ギリス神父（黒人神父）

ジョージア州ラマー
- チル・ウィルス：ウィトル司教（地方代理）
- アーサー・ハニカット：保安官

ウィーン
- ロミー・シュナイダー：アンネマリー（英語学校の教え子）
- ピーター・ヴェック（英語版）：クルト・フォン・ハートマン（アンネマリーの夫、祖母がユダヤ人の銀行家）
- ジョセフ・メインラッド（英語版）：イニツァー枢機卿（ウィーン大司教）

## 作品の評価

### 映画批評家によるレビュー
Rotten Tomatoesによれば、14件の評論のうち、高く評価しているのは50%にあたる7件で、平均して10点満点中6.03点を得ている。

### 受賞歴
- 第21回ゴールデングローブ賞
  - 受賞
    - 作品賞 (ドラマ部門)
    - 助演男優賞（ジョン・ヒューストン[注釈 3]）

  - ノミネート
    - 監督賞（オットー・プレミンジャー）
    - 主演男優賞 (ドラマ部門)（トム・トライオン）
    - 主演女優賞 (ドラマ部門)（ロミー・シュナイダー）

## 放映
NHK衛星第2 2010年7月26日(月) 深0時56分（火曜日）〜3時57分
- 放送時間181分、正味時間181分、オリジナル時間181分[3]
- 中間にある数分の休憩時間（スチール画＋音楽）もそのまま放送
- 日本語字幕（岡田壯平）